# Żmudź (gromada)
Żmudź – dawna gromada, czyli najmniejsza jednostka podziału terytorialnego Polskiej Rzeczypospolitej Ludowej w latach 1954–1972.
Gromady, z gromadzkimi radami narodowymi (GRN) jako organami władzy najniższego stopnia na wsi, funkcjonowały od reformy reorganizującej administrację wiejską przeprowadzonej jesienią 1954 do momentu ich zniesienia z dniem 1 stycznia 1973, tym samym wypierając organizację gminną w latach 1954–1972.
Gromadę Żmudź z siedzibą GRN w Żmudzi utworzono – jako jedną z 8759 gromad na obszarze Polski – w powiecie chełmskim w woj. lubelskim na mocy uchwały nr 7 WRN w Lublinie z dnia 5 października 1954. W skład jednostki weszły obszary dotychczasowych gromad Annopol, Dryszczów, Stanisławów, Syczów, Pobołowice kol., Rudno, Wołkowiany, Wólka Leszczańska, Żmudź wieś i Żmudź kol. ze zniesionej gminy Żmudź w tymże powiecie. Dla gromady ustalono 24 członków gromadzkiej rady narodowej.
1 stycznia 1958 do gromady Żmudź włączono obszar zniesionej gromady Pobołowice w tymże powiecie.
1 stycznia 1960 do gromady Żmudź włączono miejscowości Maziarnia kol., Brzeźniak kol. i Cztery Słupy kol. z gromady Turowiec w tymże powiecie.
1 stycznia 1962 do gromady Żmudź włączono obszar zniesionej gromady Roztoka w tymże powiecie.
Gromada przetrwała do końca 1972 roku, czyli do kolejnej reformy gminnej. 1 stycznia 1973 w powiecie chełmskim reaktywowano gminę Żmudź.